# Francesco Ignazio Mannu
Don Francesco Ignazio Mannu (Ozieri, 18 maggio 1758 – Cagliari, 19 agosto 1839) è stato un magistrato del regno di Sardegna.
Figlio di Giovanni Michele e Margherita Ruig entrambi di nobile famiglia. Studiò nella sua città natale e successivamente studio all'Università di Sassari dove si laureò in diritto civile e diritto ecclesiastico (utroque iure). Dopo la laurea si trasferì a Cagliari dove svolse la sua carriera legale.
Nonostante fosse vicino alle posizioni politiche di Giovanni Maria Angioy, non subì gravi conseguenze per questo, infatti nel 1798 faceva parte della terna di nomi proposti il 1º marzo dalla Reale Udienza per la carica di Vice Intendente Generale e nel 1819 divenne Giudice della Reale Udienza. Fece anche parte della Commissione della Reale Udienza, istituita nel 1824, che compilò il testo delle Leggi civili e criminali del Regno di Sardegna. 
Fu autore dell'inno Su patriotu sardu a sos feudatarios ("Il patriota sardo ai feudatari").